# U-994
U-994 – niemiecki okręt podwodny (U-Boot) typu VII C z okresu II wojny światowej. Okręt wszedł do służby w 1943 roku.

## Historia
Wcielony do 5. Flotylli U-Bootów celem szkolenia załogi, od czerwca 1944 roku kolejno w 7., 11. i 13. Flotylli jako jednostka bojowa.
Odbył jeden patrol bojowy, podczas którego nie zatopił żadnej jednostki przeciwnika.
Poddany 9 maja 1945 roku w Trondheim (Norwegia), przebazowany 19 maja 1945 roku do Loch Ryan. Zatonął 5 grudnia 1945 roku w trakcie holowania podczas operacji Deadlight.